# モーリス・ホープ
モーリス・ホープ（Maurice Hope、1951年12月6日 - ）は、イギリスの元プロボクサー。英領西インド諸島アンティグア島セントジョンズ出身。元WBC世界ジュニアミドル級（スーパーウェルター級）王者。

## 来歴
1973年にプロデビュー。ロンドンをホームタウンにキャリアを積み、1974年に英国王者（BBBofC英国ジュニアミドル級王座）、1976年に英連邦王者（コモンウェルスイギリス連邦ジュニアミドル級王座）、そして同年10月にはビト・アンツォフェルモに15回KO勝ちを収め、欧州ジュニアミドル級王座を獲得した。
1977年3月15日、エックハルト・ダッゲの持つWBC世界ジュニアミドル級に挑み、スピードとカウンターで優勢に試合を進めたが、1-1の判定ドローで王座獲得ならず。
そして1979年3月4日、ロッキー・マッチョーリに8回KO勝ちを収め、WBC世界ジュニアミドル級王者となった。その後3度の防衛に成功したが、1981年5月23日、4度目の防衛戦でウィルフレド・ベニテスに12回TKO負けを喫し、王座から陥落した。